# Nyota Uhura
Nyota Upenda Uhura es un personaje ficticio de la franquicia de ciencia ficción Star Trek. Es interpretada por la actriz estadounidense Nichelle Nichols en Star Trek: La serie original, La serie animada y en las 6 primeras películas de la franquicia; una versión joven anterior a estos eventos es introducida en Star Trek: Strange New Worlds y es interpretada por Celia Rose Gooding. En las películas ambientadas en la Línea Kelvin, es interpretada por Zoe Saldaña desde el año 2009.
Uhura nació en el año 2239 en los Estados Unidos de África. Su apellido en suajili significa «libertad». Al igual que su intérprete, Nichelle Nichols, Nyota Uhura tiene entre otras cualidades, el canto y la música. Uno de sus éxitos es Beyond Antares.

### Star Trek: la serie original
Fue la oficial de comunicaciones en la USS Enterprise (NCC-1701) durante la famosa misión de cinco años de Star Trek: la serie original y hasta la crisis de Génesis, cuando se encontraba en la Academia de la Flota Estelar como instructora. Prosiguió su carrera en el departamento de Comunicaciones del Mando de la Flota Estelar en la Tierra, ofreciéndose forma voluntaria en el rescate de Spock en Star Trek III: en busca de Spock, misión por la cual fue llevada a juicio ante el Consejo de la Federación junto a sus compañeros de tripulación. Más tarde reemprendió su carrera a bordo de la USS Enterprise (NCC-1701-A), permaneciendo en servicio hasta aproximadamente el año 2293, momento en que volvió a su anterior tarea de instructora en la Academia de la Flota Estelar. Tras el incidente de Praxis en Star Trek VI: aquel país desconocido —que llevaría más tarde a la alianza entre el Imperio Klingon y la Federación Unida de Planetas—, regresó a la Enterprise para participar con sus antiguos compañeros, en la Conferencia de Khitomer en Star Trek VI: aquel país desconocido.

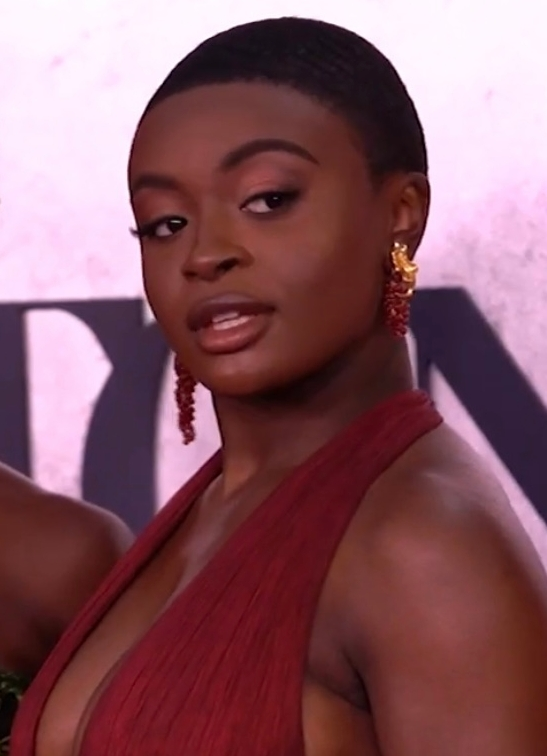
Celia Rose Gooding interpreta a Uhura en Star Trek: Strange New Worlds

### Star Trek: Strange New Worlds
En Star Trek: Strange New Worlds, el personaje aparece como un cadete que sirve en el Enterprise como parte de una ubicación avanzada. Interpretada por Celia Rose Gooding. La serie revela la historia de fondo de Uhura: ella es de Kenia y sus padres, ambos profesores universitarios y su hermano mayor, murieron cuando ella era más joven, posiblemente en una explosión o accidente de transbordador (STSNW Subspace Rhapsody). En una cena en las habitaciones del Capitán Pike, Uhura admite que se unió a la Flota Estelar como una forma de honrar a su abuela, quien era una oficial de la Flota Estelar que la crio cuando sus padres murieron, pero no está segura de continuar en el servicio. Esto genera reacciones negativas de otros miembros de la tripulación, incluido Spock. Sin embargo, después de su actuación ejemplar en su primera misión fuera de casa, Spock suaviza su tono y le dice que será una excelente oficial si decide quedarse. En la temporada 2, regresa al Enterprise como alférez y oficial de comunicaciones del Enterprise.

## Importancia cultural

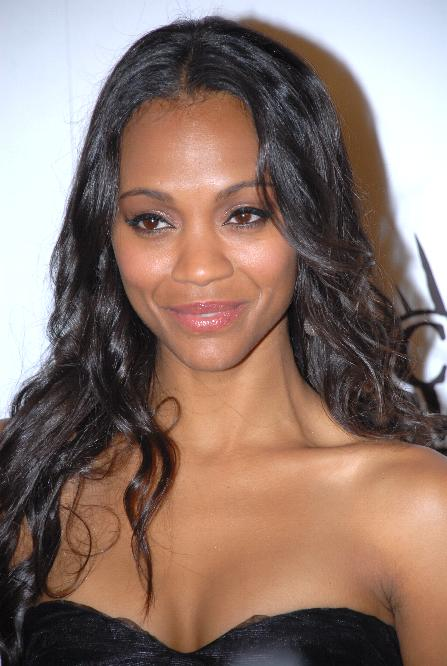
Zoe Saldana interpreta a Uhura en las tres películas de la serie Star Trek del denominado universo Kelvin

- Es la única mujer en un rol principal de la serie original. Significaba que la conquista del espacio estaba al alcance del sexo femenino cuando en la época no era común que hubiera mujeres astronautas.
- Es de raza negra, lo que le da un carácter multirracial a la empresa humana de explorar el universo. Pocos actores con orígenes africanos tenían la oportunidad de representar personajes importantes más allá de los estereotipos.
- El beso que protagonizan Uhura y James T. Kirk es histórico, ya que es el primer beso interracial que mostró la televisión norteamericana. Fue emitido por primera vez el 22 de noviembre de 1968, en el capítulo Los hijastros de Platón.[7]
- Uhura era mujer y africana, realizaba quizás una función secundaria (Comunicaciones); pero era de altísimo nivel de competencia profesional, lo que era un ejemplo positivo para las minorías étnicas, de la sociedad norteamericana en la década de los años 60.
- Nichols había planeado dejar Star Trek en 1967 después de su primera temporada; sin embargo en una conversación con Martin Luther King, este la persuadió para quedarse, haciéndole ver que ella era un modelo a seguir para la comunidad afrodescendiente.[8]